# National Premier Leagues
La National Premier League es la segunda categoría del sistema de ligas de fútbol de Australia, organizada por la Federación de Fútbol australiana (FFA). Se disputa en todo el territorio australiano, con la participación de las regiones del Territorio de la capital australiana, Nueva Gales del Sur, Queensland, Tasmania, Australia Meridional, Victoria y Australia Occidental.

## Historia
En octubre de 2010, la Federación de Fútbol de Australia (FFA) inició una Revisión de la competencia nacional, cuyo principal objetivo era revisar la estructura actual de las competencias de fútbol en Australia y monitorear y mejorar el desarrollo de los jugadores de élite. En mayo de 2012 se publicaron los resultados de la Revisión Nacional de la Competencia. En él, una propuesta para cambiar la marca y revitalizar las competencias estatales en Australia.
El 13 de febrero de 2013, se anunció el establecimiento de las Ligas Premier Nacionales. Como resultado directo de la Revisión de la competencia nacional, la liga cambiaría el nombre de la liga principal en cada estado bajo un solo estandarte. Originalmente llamada Premier League australiana, pero debido a una violación de los derechos de denominación de Lawn Bowls Australia, el nombre original fue eliminado y reemplazado por National Premier Leagues.
La temporada inaugural de la NPL comenzó en marzo de 2013. Incluyó equipos de cinco de las nueve federaciones estatales:
- Territorio de la Capital Australiana.
- Nueva Gales del Sur,
- Queensland,
- Australia Meridional,
- Tasmania.

Las otras cuatro de las nueve federaciones estatales se unieron a la NPL en 2014:
- Norte de Nueva Gales del Sur
- Territorio del Norte,
- Victoria, con
- Australia Occidental.

Se esperaba que aquellas federaciones que se unieron en la temporada 2014 adoptaran un modelo parcial en algún momento en el futuro. Aunque Victoria inicialmente anunció que sus equipos ingresarían en 2014, más tarde se anunció un aplazamiento en noviembre de 2013, luego de que varios clubes se opusieran al proceso de selección de equipos. Sin embargo, en diciembre de 2013, se llegó a una resolución mediante la cual los equipos victorianos participarían en la temporada de 2014.
La FFA anunció sus intenciones de una estructura de ascenso y descenso entre la A-League de primer nivel y el título de trabajo de segundo nivel del Campeonato de Australia a partir de finales de 2022.
La serie final de la competencia de 2020 se canceló el 3 de julio de 2020 debido a la pandemia de COVID-19 en Australia.
El comienzo de la Segunda División Nacional a partir de 2024 se convirtió en el segundo nivel de la liga de fútbol en Australia y descendió al tercer nivel después de ser anunciado en enero de 2023.

## Formato de competencia
Las competiciones de la NPL en cada estado y territorio están a cargo de la federación miembro, con un torneo nacional de desempate al final de cada temporada.[3] Cada federación miembro, o 'conferencia', contiene varios números de equipos, y juegan una temporada completa sin partidos entre conferencias (un formato idéntico al de las ligas estatales individuales que precedieron a la NPL). El ganador de cada división lo determina el club en la primera posición de cada mesa de conferencias al final de la temporada regular, en lugar del ganador de las diversas series finales estatales.

### Serie de finales de la NPL
Al finalizar la temporada regular de local y visitante, los ganadores de cada liga de la Federación respectiva compiten en un torneo final de desempate.
Las finales son todas eliminatorias de un solo partido. Entre 2013 y 2015, los enfrentamientos se basaron en federaciones geográficamente adyacentes predeterminadas, y los derechos de hospedaje para los cuartos de final se alternaron cada año. A partir de 2016, los emparejamientos se determinan mediante un sorteo abierto. Los anfitriones de las semifinales y la gran final se determinan mediante una fórmula basada en el tiempo de victoria de los partidos anteriores de la final de la NPL (tiempo reglamentario, tiempo extra o penales), los goles marcados y permitidos y las tarjetas amarillas/rojas.
La serie de finales culmina en una Gran Final, donde el ganador es coronado Campeón de la Liga Premier Nacional. Desde la temporada 2014, el campeón de la NPL también se clasificó para los dieciseisavos de final de la Copa FFA de los años siguientes.

### Ascenso y descenso
Dependiendo de la Federación Estatal a cargo, los equipos pueden ser relegados de la NPL a una liga de tercer nivel en el mismo estado (y viceversa), pero actualmente no existe un mecanismo para que un equipo sea ascendido al primer nivel de fútbol australiano. , la Liga A. La cantidad de equipos ascendidos y relegados de ligas de tercer nivel por estado ha variado durante la existencia de la NPL. La siguiente tabla detalla la cantidad de equipos que descienden automáticamente de la NPL al final de la temporada y la cantidad de equipos de la NPL que pasan a un desempate de descenso contra un equipo de una liga inferior (sujeto a que esos equipos de la liga inferior cumplan con criterios de elegibilidad adicionales para poder para ser promovido a la NPL).
| Federación                           | Número de clubes    | Número de clubes     |
| Federación                           | Descenso Automático | Playoffs de Descenso |
| ------------------------------------ | ------------------- | -------------------- |
| Territorio de la Capital Australiana | 1                   | 0                    |
| Nueva Galés del Sur                  | 1                   | 1                    |
| Norte Nueva Galés del Sur            | ninguno             | ninguno              |
| Queensland                           | 2                   | 0                    |
| Australia Meridional                 | 2                   | 0                    |
| Tasmania                             | ninguno             | ninguno              |
| Victoria                             | 2                   | 0                    |
| Australia Occidental                 | 1                   | 1                    |

## Clubes Actuales (2023)
A continuación se enumeran los clubes de las Ligas Premier Nacionales en cada federación miembro estatal respectiva de la temporada 2023.
En total, hay 94 clubes que compiten en el nivel superior de las Ligas Premier Nacionales cada temporada. La mayoría de las divisiones de la NPL implican ascensos y descensos a ligas por debajo de la NPL, por lo que los clubes participantes cambian anualmente.
| Territorio de la Capital Australiana |
| ------------------------------------ |
| Canberra Croatia FC                  |
| Canberra Olympic FC                  |
| Cooma FC                             |
| Gungahlin United FC                  |
| Monaro Panthers FC                   |
| HNK O'Connor Knights                 |
| Tuggeranong United                   |
| West Canberra Wanderers              |

| Nueva Galés del Sur            |
| ------------------------------ |
| APIA Leichhardt Tigers FC      |
| Blacktown City FC              |
| Central Coast Mariners Academy |
| Manly United FC                |
| Marconi Stallions FC           |
| Mt Druitt Town Rangers FC      |
| Bulls FC Academy               |
| NWS Spirit                     |
| Rockdale Ilinden FC            |
| St George City                 |
| Sutherland Sharks FC           |
| Sydney FC Youth                |
| Sydney Olympic FC              |
| Sydney United 58 FC            |
| Western Sydney Wanderers Youth |
| Wollongong Wolves FC           |

| Norte de Nueva Galés del Sur |
| ---------------------------- |
| Adamstown Rosebud FC         |
| Broadmeadow Magic FC         |
| Charlestown Azzurri FC       |
| Cooks Hill United FC         |
| Edgeworth Eagles FC          |
| Lake Macquarie City FC       |
| Lambton Jaffas FC            |
| Maitland FC                  |
| New Lambton FC               |
| Newcastle Olympic FC         |
| Valentine Phoenix FC         |
| Weston Bears FC              |

| Queensland               |
| ------------------------ |
| Brisbane City FC         |
| Brisbane Roar FC Youth   |
| Eastern Suburbs FC       |
| Gold Coast Knights F.C.  |
| Gold Coast United FC     |
| Lions FC                 |
| Redlands United FC       |
| Rochedale Rovers FC      |
| Moreton Bay United FC    |
| Olympic FC               |
| Peninsula Power FC       |
| Sunshine Coast Wanderers |

| Australia Meridional        |
| --------------------------- |
| Adelaide City FC            |
| Adelaide Comets FC          |
| Adelaide Olympic FC         |
| Adelaide United FC Youth    |
| Campbelltown City SC        |
| Croydon Kings FC            |
| Modbury Jets SC             |
| FK Beograd FC               |
| North Eastern MetroStars FC |
| Sturt Lions FC              |
| South Adelaide Panthers FC  |
| West Adelaide SC            |

| Tasmania                    |
| --------------------------- |
| Clarence Zebras FC          |
| Devonport City FC           |
| Glenorchy Knights FC        |
| Kingborough Lions United FC |
| Launceston City FC          |
| Olympia FC Warriors         |
| Riverside Olympic FC        |
| South Hobart FC             |

| Victoria             |
| -------------------- |
| Altona Magic SC      |
| Avondale FC          |
| Bentleigh Greens SC  |
| Dandenong Thunder SC |
| Eastern Lions SC     |
| Green Gully SC       |
| Heidelberg United FC |
| Hume City FC         |
| Melbourne Knights FC |
| Moreland City FC     |
| Oakleigh Cannons FC  |
| Port Melbourne SC    |
| South Melbourne FC   |
| St Albans Saints SC  |

| Australia Occidental  |
| --------------------- |
| Armadale SC           |
| Balcatta Etna FC      |
| Bayswater City SC     |
| Cockburn City SC      |
| Floreat Athena FC     |
| Inglewood United FC   |
| Olympic Kingsway      |
| Perth SC              |
| Perth Glory FC Youth  |
| Perth RedStar FC      |
| Sorrento FC           |
| Stirling Macedonia FC |

## Honores

### Finales NPL
| Temporada | Campeón                  | Marcador      | Subcampeón             | Estadio                      | Asistencia    |
| --------- | ------------------------ | ------------- | ---------------------- | ---------------------------- | ------------- |
| 2013      | Sydney United 58         | 2–0           | South Hobart           | KGV Park                     | 1,150         |
| 2014      | North Eastern MetroStars | 1–0           | Bonnyrigg White Eagles | Lambert Park                 | –             |
| 2015      | Blacktown City           | 3–1           | Bayswater City         | Dorrien Gardens              | –             |
| 2016      | Sydney United 58         | 4–1           | Edgeworth FC           | Sydney United Sports Centre  | –             |
| 2017      | Heidelberg United        | 2–0           | Brisbane Strikers      | Perry Park                   | 1,105         |
| 2018      | Campbelltown City        | 2–1           | Lions FC               | Steve Woodcock Sports Centre | 1,518         |
| 2019      | Wollongong Wolves        | 4–3 aet       | Lions FC               | Albert Butler Memorial Park  | 1,362         |
| 2020      | Cancelled                | Cancelled     | Cancelled              | Cancelled                    | Cancelled     |
| 2021      | Cancelada                | Cancelada     | Cancelada              | Cancelada                    | Cancelada     |
| 2022      | No se realizó            | No se realizó | No se realizó          | No se realizó                | No se realizó |

### Clubes que llegaron a la final
| Equipo                   | Campeón        | Subcampeón     | Semifinalista  | Cuartofinalista      | Aparición en Finales |
| ------------------------ | -------------- | -------------- | -------------- | -------------------- | -------------------- |
| Sydney United 58         | 2 (2013, 2016) | —              | —              | —                    | 2                    |
| Campbelltown City        | 1 (2018)       | —              | 1 (2013)       | 1 (2019)             | 3                    |
| Heidelberg United        | 1 (2017)       | —              | 1 (2018)       | 1 (2019)             | 3                    |
| Blacktown City           | 1 (2015)       | —              | —              | —                    | 1                    |
| North Eastern MetroStars | 1 (2014)       | —              | —              | —                    | 1                    |
| Wollongong Wolves        | 1 (2019)       | —              | —              | —                    | 1                    |
| Lions FC                 | —              | 2 (2018, 2019) | —              | —                    | 2                    |
| Edgeworth                | —              | 1 (2016)       | 1 (2017)       | 2 (2015, 2018)       | 4                    |
| Brisbane Strikers        | —              | 1 (2017)       | 1 (2016)       | —                    | 2                    |
| Bayswater City           | —              | 1 (2015)       | —              | 2 (2014, 2017)       | 3                    |
| South Hobart             | —              | 1 (2013)       | —              | 2 (2014, 2017)       | 3                    |
| Bonnyrigg White Eagles   | —              | 1 (2014)       | —              | —                    | 1                    |
| Perth SC                 | —              | —              | 2 (2016, 2019) | 1 (2018)             | 3                    |
| South Melbourne          | —              | —              | 1 (2014)       | 1 (2015)             | 2                    |
| APIA Leichhardt Tigers   | —              | —              | 1 (2017)       | —                    | 1                    |
| Maitland                 | —              | —              | 1 (2019)       | —                    | 1                    |
| Moreton Bay United       | —              | —              | 1 (2015)       | —                    | 1                    |
| Olympia                  | —              | —              | 1 (2015)       | —                    | 1                    |
| Olympic                  | —              | —              | 1 (2013)       | —                    | 1                    |
| Palm Beach               | —              | —              | 1 (2014)       | —                    | 1                    |
| Sydney Olympic           | —              | —              | 1 (2018)       | —                    | 1                    |
| Canberra Croatia         | —              | —              | —              | 3 (2013, 2015, 2018) | 3                    |
| Canberra Olympic         | —              | —              | —              | 3 (2016, 2017, 2019) | 3                    |
| Devonport City           | —              | —              | —              | 3 (2016, 2018, 2019) | 3                    |
| Adelaide City            | —              | —              | —              | 2 (2016, 2017)       | 2                    |
| Bentleigh Greens         | —              | —              | —              | 1 (2016)             | 1                    |
| Cooma                    | —              | —              | —              | 1 (2014)             | 1                    |
| West Adelaide            | —              | —              | —              | 1 (2015)             | 1                    |
| Weston Workers           | —              | —              | —              | 1 (2014)             | 1                    |

### Principales Federación (Finalistas) por temporada
| Season | ACT              | New South Wales        | Northern New South Wales | Queensland         | South Australia          | Tasmania          | Victoria          | Western Australia |
| ------ | ---------------- | ---------------------- | ------------------------ | ------------------ | ------------------------ | ----------------- | ----------------- | ----------------- |
| 2013   | Canberra Croatia | Sydney United 58       | —                        | Olympic FC         | Campbelltown City        | South Hobart      | —                 | —                 |
| 2014   | Cooma FC         | Bonnyrigg White Eagles | Weston Workers           | Palm Beach         | North Eastern MetroStars | South Hobart      | South Melbourne   | Bayswater City    |
| 2015   | Canberra Croatia | Blacktown City         | Edgeworth FC             | Moreton Bay United | West Adelaide            | Olympia Warriors  | South Melbourne   | Bayswater City    |
| 2016   | Canberra Olympic | Sydney United 58       | Edgeworth FC             | Brisbane Strikers  | Adelaide City            | Devonport City    | Bentleigh Greens  | Perth SC          |
| 2017   | Canberra Olympic | APIA Leichhardt Tigers | Edgeworth FC             | Brisbane Strikers  | Adelaide City            | South Hobart      | Heidelberg United | Bayswater City    |
| 2018   | Canberra Croatia | Sydney Olympic         | Edgeworth FC             | Lions FC           | Campbelltown City        | Devonport City    | Heidelberg United | Perth SC          |
| 2019   | Canberra Olympic | Wollongong Wolves      | Maitland FC              | Lions FC           | Campbelltown City        | Devonport City    | Heidelberg United | Perth SC          |
| 2020   | —                | Rockdale City Suns     | Edgeworth FC             | Peninsula Power    | Adelaide Comets          | Devonport City    | —                 | —                 |
| 2021   | Cooma FC         | —                      | Lambton Jaffas           | Peninsula Power    | Adelaide Comets          | Glenorchy Knights | Oakleigh Cannons  | Perth SC          |
| 2022   | Canberra Croatia | Sydney Olympic         | Maitland FC              | Lions FC           | Adelaide City            | Devonport City    | South Melbourne   | Floreat Athena    |

### Actuación por Federación
| Federación                           | Mejor Actuación       | Campeones Múltiples  |
| ------------------------------------ | --------------------- | -------------------- |
| Nueva Galés del Sur                  | Campeones (4)         | Sydney United 58 (2) |
| Australia Meridional                 | Campeones (2)         |                      |
| Victoria                             | Campeón (1)           |                      |
| Queensland                           | Subcampeones (3)      |                      |
| Tasmania                             | Subcampeón (1)        |                      |
| Australia Occidental                 | Subcampeón (1)        |                      |
| Norte Nueva Galés del Sur            | Subcampeón (1)        |                      |
| Territorio de la Capital Australiana | Cuarto Finalistas (7) |                      |